# أزمة الحكم في الكويت 2006
أزمة توارث الإمارة 2006 هي أزمة نشبت لعدم رغبة الأمير سعد العبد الله السالم الصباح بالتنازل عن الحكم لتردي أوضاعه الصحية؛ حيث أدت إلى أن يطلب مجلس الوزراء تفعيل المادة الثالثة من قانون توارث الإمارة ، وأدت إلى تنحية الأمير سعد العبد الله السالم الصباح عن الحكم وتزكية مجلس الوزراء للشيخ صباح الأحمد الجابر الصباح أميرًا للكويت ومبايعة مجلس الأمة إياه.

## المادتين الثالثة والرابعة من قانون توارث الإمارة
- نص المادة الثالثة من القانون رقم (4) لسنة 1964 بشأن توارث الإمارة: «يشترط لممارسة الأمير صلاحياته الدستورية ألا يفقد شرطاً من الشروط الواجب توافرها في ولي العهد. فإن فقد أحد هذه الشروط أو فقد القدرة الصحية على ممارسة صلاحياته، فعلى مجلس الوزراء (بعد التثبت من ذلك) عرض الأمر على مجلس الأمة في الحال لنظره في جلسة سرية خاصة. فإذا ثبت للمجلس بصورة قاطعة فقدان الشرط أو القدرة المنوه عنهما، قرر بأغلبية ثلثي الأعضاء الذين يتألف منهم، انتقال ممارسة صلاحيات الأمير إلى ولي العهد بصفة مؤقتة أو انتقال رئاسة الدولة إليه نهائياً».[1]
- نص المادة الرابعة من القانون رقم (4) لسنة 1964 بشأن توارث الإمارة: «إذا خلا منصب الأمير نودي بولي العهد أميراً. فإذا خلا منصب الأمير قبل تعيين ولي العهد، مارس مجلس الوزراء جميع اختصاصات رئيس الدولة لحين اختيار الأمير بذات الإجراءات التي يبايع بها ولي العهد في مجلس الأمة وفقاً للمادة الرابعة من الدستور. ويجب أن يتم الاختيار في هذه الحالة خلال ثمانية أيام من خلو منصب الأمير».[1]

## خلفية
تولى الأمير جابر الأحمد الصباح الحكم بتاريخ 31 ديسمبر 1977 خلفاً للأمير صباح السالم الصباح ، وقام سموه بتزكية ثلاثة أشخاص هم جابر العلي السالم الصباح «نائب رئيس مجلس الوزراء وزير الإعلام» وسعد العبدالله السالم الصباح «وزير الداخلية ووزير الدفاع» وصباح الأحمد الجابر الصباح «وزير الخارجية» فتنازل صباح الأحمد لصالح سعد العبدالله فبايعت الأسرة الحاكمة سعد العبدالله ولياً للعهد وعُين رئيساً لمجلس الوزراء وترأس الوزارات (11، 12، 13، 14، 15، 16، 17، 18، 19، 20).
وكان صحة الأمير سعد العبد الله السالم الصباح ليست على ما يرام، ففي أبريل 1997 تعرض إلى نزيف حاد مما استدعى إلى تدخل جراحي بواسطة فريق طبي كويتي، ثم سافر إلى المملكة المتحدة ليقوم ببعض الفحوصات، وفي يوم 12 أكتوبر 1997 عاد إلى الكويت وسط استقبال شعبي كبير، وظل يعاني من تبعات هذا المرض إلى أن أدى إلى تدهور حالته الصحية.
وقد عاني جابر الأحمد الصباح من بعض المشاكل الصحية في السنوات الأخيرة له، وقد سافر إلى خارج الكويت لتلقي العلاج عدد من المرات، ففي 21 سبتمبر 2001 تعرض لوعكة صحية غادر على إثرها إلى المملكة المتحدة، وعاد في 15 يناير 2002 إلى الكويت بعد غياب بلغ 117 يوما خارج البلاد، وأجريت له عملية جراحية في العين بتاريخ 12 أغسطس 2002، وفي يوم 23 مايو 2005 أجريت له عملية جراحية في قدمه اليسرى بعد أن كشفت الفحوصات عن اتساع في أحد الأوعية فيها، وأجريت هذه العملية في الولايات المتحدة.
وكان من يدير الشؤون اليومية في الكويت ويرأس وفودها في القمم العربية والخليجية النائب الأول لرئيس مجلس الوزراء وزير الخارجية الشيخ صباح الأحمد الجابر الصباح.
وبتاريخ 13 يوليو 2003 وبعد انتخابات مجلس الأمة الكويتي، أصدر سمو الشيخ جابر الأحمد أمراً أميرياً بتعيين صباح الأحمد الجابر الصباح رئيساً لمجلس الوزراء.

## الأحداث
- بتاريخ 15 يناير 2006م توفي الشيخ جابر الأحمد الصباح أمير دولة الكويت.[8] وعلى إثر ذلك نادى مجلس الوزراء ولي العهد الشيخ سعد العبدالله السالم الصباح أميراً للبلاد.[9]
- استقبل رئيس مجلس الوزراء الشيخ صباح الأحمد بدار سلوى عدد كبير من الأسرة الحاكمة لتجديد الثقة به التي أولاها إليه الأمير الراحل.[10]
- طلب الأمير سعد العبد الله السالم الصباح جلسة خاصة لأداء اليمين الدستورية أمام مجلس الأمة بتاريخ 22 يناير 2006،[11] وفي نفس اليوم طلب مجلس الوزراء من مجلس الأمة تفعيل المادة الثالثة من قانون توارث الإمارة.[12]
- طلب الأمير سعد العبد الله السالم الصباح جلسة خاصة أيضاً لأداء اليمين الدستورية أمام مجلس الأمة بتاريخ 24 يناير 2006 وذلك خلال استقباله لرئيس مجلس الأمة جاسم الخرافي بحضور رئيس الحرس الوطني الشيخ سالم العلي الصباح.[13]
- طلبت الحكومة جلسة خاصة لتفعيل المادة الثالثة من قانون توارث الإمارة في صباح يوم الثلاثاء 24 يناير 2006 «وهي الجلسة الخاصة لأداء سعد العبد الله السالم الصباح اليمين الدستورية».[14]
- عقدت الجلسة الساعة العاشرة من صباح اليوم المذكور وأُجلت إلى الساعة 12:30 بناءً على طلب الحكومة،[15] كما أُجلت الجلسة لمدة ساعة مرةً أخرى،[16] وأستُئنفت الجلسة،[17] وقرر مجلس الأمة بالإجماع إعفاء سعد العبد الله السالم الصباح من مهامه.[18]
- عقد مجلس الوزراء جلسةً استثنائيةً في اليوم ذاته وزكي رئيس مجلس الوزراء الشيخ صباح الأحمد الجابر الصباح أميراً للبلاد.[19]
- عُقدت جلسة لمجلس الأمة بتاريخ 29 يناير 2006م للنظر في تزكية مجلس الوزراء صباح الأحمد الجابر الصباح أميراً للبلاد.[20] وبايع المجلس صباح الأحمد الجابر الصباح أميراً للبلاد،[21] وقد أدى اليمين الدستورية في اليوم ذاته.[22]

## ما بعد الأزمة
- بتاريخ 30 يناير 2006 قدمت الحكومة ممثلةً بالنائب الأول لرئيس مجلس الوزراء وزير الداخلية نواف الأحمد الجابر الصباح استقالتها للأمير الجديد صباح الأحمد الجابر الصباح وقبلها.[23]
- بتاريخ 7 فبراير 2006 أصدر أمير البلاد الشيخ صباح الأحمد الجابر الصباح أمراً أميرياً بتزكية نواف الأحمد الجابر الصباح «النائب الأول لرئيس مجلس الوزراء وزير الداخلية» ولياً للعهد.[24] وأمراً أميرياً آخر بتعيين الشيخ ناصر محمد الأحمد الجابر الصباح «وزير شؤون الديوان الأميري» رئيساً لمجلس الوزراء.[25]
- بتاريخ 20 فبراير 2006 عُقدت جلسة خاصة لمبايعة ولي العهد وأدائه لليمين الدستورية نائباً للأمير،[26] وبايع مجلس الأمة سمو الشيخ نواف الأحمد الجابر الصباح ولياً للعهد،[27] وقد أدى اليمين الدستورية نائباً للأمير.[28] كما أدى اليمين الدستورية أمام صباح الأحمد الجابر الصباح ولياً للعهد.[29]